# Primærfaktor
Primærfaktor er et mål på hvor meget en bjergtop hæver sig i forhold til terrænet omkring. Primærfaktoren til en bjergtop er den mindste  vertikale afstand (højdeforskel)  man må ned for at komme op til et nyt højere punkt. 
En top kan defineres som et punkt hvor at terrænet – i alle retninger fra toppen – går enten vandret  eller nedover. Normalt defineres bjergtoppe som toppunkter med en primærfaktor på 50 meter eller mere, men også lavere værdier bliver brugt. 
For eksempel er Keilhaus topp (2.355 moh.) sjælden med på lister over Norges højeste bjerge da toppen har en primærfaktor på bare ca. 20 meter. Dette på trods af at toppen er blandt Norges højeste.
Primærfaktoren kan umiddelbart virke som en uinteressant størrelse, men den spiller en central rolle i udarbejdelsen af lister over bjergtoppe.
En sport i Norge er at samle på 2000-metere – det vil sige bestige flest mulige toppe med en højde på 2.000 meter eller mere. Med en primærfaktor på mindst 30 meter er der 230 2.000-metere i Norge. Med en primærfaktor på 10 meter er antallet over 300.